# 上海科技节
上海科技节一個由上海市人民政府、上海市科学技术协会、上海科普教育发展基金会等機構主办的以科学技术主题的節日活動。上海科技節是中国第一个、世界第二个由政府主办的科技节。該主題節日活動起初每两年举办一次，後來改為每年舉辦。1990年，13位上海市政協委員在上海市政协七届三次全会期间提議舉辦上海科技節。首届上海科技節于1991年10月5日至25日举行。2017年，上海科技節設立常設運營機構。